# Euphorbia anoplia

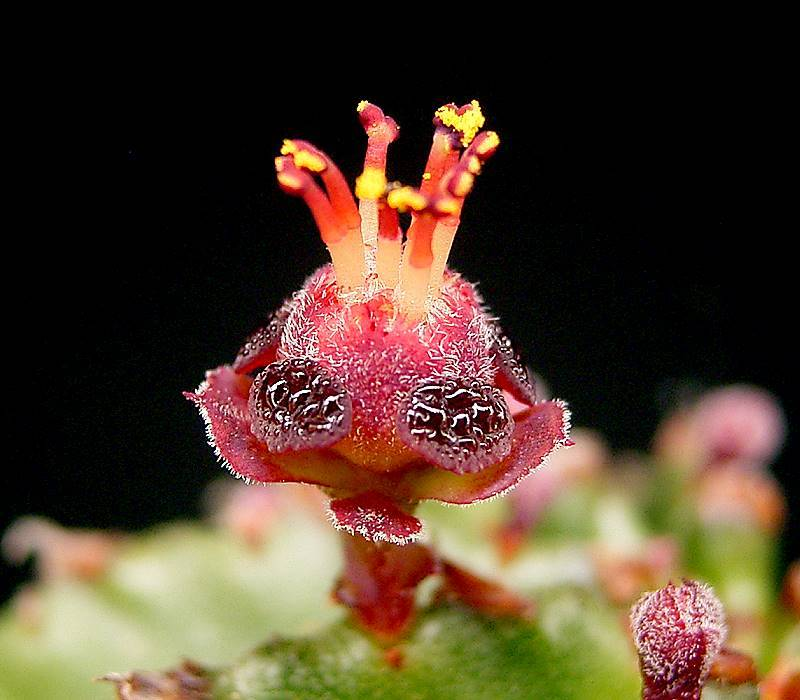
Blütendetail

Euphorbia anoplia ist eine Pflanzenart aus der Gattung Wolfsmilch (Euphorbia) in der Familie der Wolfsmilchgewächse (Euphorbiaceae).

## Beschreibung
Die sukkulente Euphorbia anoplia bildet kleine Sträucher bis 18 Zentimeter Höhe aus, die zweihäusig sind und sich aus der Basis heraus mit wenigen Trieben verzweigen. Diese, zwischen den 7 bis 9 Rippen, tief gefurchten Trieben werden bis 5 Zentimeter dick. Seitentriebe besitzen nur 5 Rippen. An den Kanten der Rippen befinden sich im Abstand von bis 6 Millimeter zueinander hervorstehende Warzen. Sterile und nicht zu Dornen umgewandelte Blütenstiele fehlen bei dieser Art.
Es werden einzelne einfache Cymen im Bereich der Triebspitzen ausgebildet, bei denen sich aber nur das mittlere, beinahe sitzende, männliche Cyathium entwickelt. Es werden bis 4 Millimeter große Tragblätter und etwa 7 Millimeter große Cyathien ausgebildet. Die elliptischen Nektardrüsen sind purpurn gefärbt. Über die Frucht und den Samen ist nichts bekannt.

## Verbreitung und Systematik
Euphorbia anoplia ist nur aus Kulturhaltung bekannt.
Euphorbia anoplia gehört zur Sektion Anthacanthae der Untergattung Athymalus. Die Erstbeschreibung der Art erfolgte 1923 durch Otto Stapf. Bei der Art wird eine mögliche Hybride mit unbekannten Elternteilen vermutet.